# ستيفن سومرز
ستيفن سومرز (مواليد 20 مارس 1962) (بالإنجليزية: Stephen Sommers)‏ هو مخرج وكاتب سيناريو أمريكي، اشتهر بإخراجه للأفلام ذات الميزانيات المرتفعة، مثل :
- المومياء (فيلم 1999)
- عودة المومياء (2001)
- فان هيلسنج (2004)
- جي. آي. جو: ظهور الكوبرا (2009)

## روابط خارجية
ستيفن سومرز على موقع IMDb (الإنجليزية)
- ستيفن سومرز على موقع ألو سيني (الفرنسية)
- ستيفن سومرز على موقع ميوزك برينز (الإنجليزية)
- ستيفن سومرز على موقع أول موفي (الإنجليزية)
- ستيفن سومرز على موقع بوكس أوفيس موجو (الإنجليزية)
- ستيفن سومرز على موقع قاعدة بيانات الأفلام السويدية (السويدية)
- ستيفن سومرز على موقع إن إن دي بي (الإنجليزية)
- ستيفن سومرز على موقع قاعدة بيانات الفيلم (الإنجليزية)
- ستيفن سومرز على موقع كينوبويسك (الروسية)